# Edelman
Edelman é uma empresa multinacional estadunidense de consultoria em relações públicas e marketing. A empresa foi fundada em 1952 e recebeu o nome de seu fundador, Daniel Edelman. Desde 1996, é administrada por seu filho Richard Edelman, a partir de sua sede principal na cidade de Nova York. Desde 2022, é a maior empresa de relações públicas do mundo em termos de receita, com cerca de 6 mil funcionários em 60 escritórios globais.